# Зуєво (Брянська область)
Зуєво (рос. Зуево) — селище у Брасовському районі Брянської області Росії. Входить до складу муніципального утворення Столбовське сільське поселення.
Населення — 22 особи.
Розташоване за 4 км на північний захід від села Столбово.

## Історія
Розташоване на території Сіверщини.
За 1 км на північний захід від цього селища до 2000 року існувало інше однойменне селище Зуєво 2-е (52°34′24″ пн. ш. 34°44′20″ сх. д. / 52.57333° пн. ш. 34.73889° сх. д.).
Історично склалося так, що ці два селища, які розташовані поруч, виникли у 1920-ті роки і належали до різних адміністративно-територіальних одиниць. Селище Зуєво 1-е (також — Зуєв Городок) виникло на території Дмитрівського повіту Орловської губернії і до 2005 року входило до складу Столбовської сільради. Селище Зуєво 2-е виникло на території Севського повіту Брянської губернії протягом всього свого існування входило до складу Сниткінської сільради. Однак на топографічних картах ці селища, як правило, помилково показані як єдиний населений пункт.

## Населення
За найновішими даними, населення — 22 особи (2013).
У минулому чисельність мешканців була такою:
| Роки      | 1926 | 1979 | 1989 | 2002 | 2010 |
| --------- | ---- | ---- | ---- | ---- | ---- |
| Зуєво 1-е | 106  | 168  | 71   | 48   | 20   |
| Зуєво 2-е | 80   | 6    | 2    | —    | —    |
| Разом     | 186  | 174  | 73   | 48   | 20   |